# Lluís Just
Lluís Just (Perpinyà, 9 de juliol del 1789 - Bonpàs, 5 de novembre del 1875) va ser un escriptor i hisendat establert a Bonpàs, al Rosselló (Catalunya del Nord).

## Biografia
Heretà diverses propietats agrícoles familiars, que arrendà en la seva quasi totalitat, i la seva posició el feu ocupar diversos càrrecs públics (conseller municipal de 1812 a 1831 i, novament, del 1848 al 1865; membre de la Comissió Departamental d'Estadística el 1853).
El 1825, quan va fer una excursió-romiatge a Núria documentada posteriorment en un llibret que publicà el 1839 era, en paraules d'Andreu Balent "un terratinent catòlic, ric i culte". L'any 1839 publicà una biografia del músic Joseph-François Barrère (1736-10.4.1800, imatge) de Vinçà. El 1856 donà un terreny per a la construcció de la nova església parroquial de Sant Esteve de Bompàs. Recorregué totes les ermites de la diòcesi d'Elna-Perpinyà, n'estudià la història i les tradicions, i amb els coneixements adquirits i l'ús d'abundosa bibliografia redactà un monumental estudi (Les ermitages du diocèse de Perpignan) que el 1860 publicà a la impremta Tastu, de la seva cosina Antonieta Tastú.
La seva ciutat natal li dedicà un carrer.

## Obres
- Nuria, ou quelques détails sur l'ermitage de ce nom.  Perpinyà: Imp. d'Antoinette Tastu, 1839.[Enllaç no actiu]
- Just, Ls. Musique sacrée, Biographie de Joseph-François Barrère, né à Vinça (Pyrénées-Orientales).  Perpinyà: Imp. de Mlle. A. Tastu, 1839.
- Just, Ls. Ermitages du diocèse de Perpignan.  Perpinyà: Impr. de Mlle. Antoinette Tastu, 1860. («Exemplar digitalitzat». Arxivat de l'original el 2016-03-03. [Consulta: 29 maig 2015].)